# 人力車夫事件
人力車夫事件（じんりきしゃふじけん）は、1925年（大正14年）の第6回東京箱根間往復大学駅伝競走（箱根駅伝）で、日本大学が学外の人力車夫を選手の「替え玉」として走らせた不祥事である。

## 経緯
1925年1月6日に開催された箱根駅伝の往路第2区を走った前田喜太平（元警察官）が神奈川県藤沢の中継所に到着した際、本来第3区を走るはずの選手とは別の人物が待っていた。前田は襷を繋いだが、このランナーが追い抜きの際に「アラヨット!」という声を上げたことで人力車夫であることが露見した。しかし公式記録は取り消されず、本来エントリーしていたランナー名で記載された。
日本大学は不祥事の責任を取り、翌年の第7回大会の参加を辞退した。

## 背景
当時、東京市内の交通手段は、人力車がまだ多く利用されていた時代であった。箱根駅伝初期の頃は、各大学とも長距離の速い学生以外の者をなんとか探し選手に仕立て上げてしまうことが多かったとされる。人力車夫の側にも、脚力を誇示する目的で、駅伝に出るために形式上「専門部夜間部」の学籍を置く者がいたという。
早稲田大学競走部の主将だった河野一郎がこの状況を見て、「新聞や牛乳配達し、夜間に通学している学生は、収入を得ているのでプロだ」と主張、最終的には関係者の投票に持ち込んで、1923年（大正12年）第4回大会から夜間部学生の出場を禁じることになった。その環境下で、学籍を持たない人物を純粋に「替え玉」として起きたのがこの事件であった。
なお、日本国内のアマチュアスポーツを管轄していた大日本体育協会は、1920年アントワープオリンピックの国内予選参加者に「学生タリ青年会員タルヲ問ハス品行方正ニシテ脚力ヲ用フルヲ業トセサルモノ」という条件を付し、車夫や郵便配達夫、魚屋、挽子などは「職業競技者」として予選や国内競技会から排除された。1922年には協会のアマチュア規定自体もこれに準じた内容となり、車夫はそのままの身分では陸上競技大会に参加したくてもできなかった。